# Bäriswil
Bäriswil – gmina (niem. Einwohnergemeinde) w Szwajcarii, w kantonie Berno, w regionie administracyjnym Bern-Mittelland, w okręgu Bern-Mittelland.
Gmina po raz pierwszy została wspomniana w dokumentach w 861 roku jako Perolteswilare. W 1310 roku została wspomniana jako Berolswile.

## Demografia
W Bäriswil mieszka 1 071 osób. W 2020 roku 6,2% populacji gminy stanowiły osoby urodzone poza Szwajcarią.
W 2000 roku 97% populacji mówiło w języku niemieckim, 1% w języku francuskim, a 0,7% w języku niderlandzkim. 5 osób zadeklarowały znajomość języka włoskiego

Zmiany w liczbie ludności są przedstawione na poniższym wykresie:

## Transport
Przez teren gminy przebiega droga główna nr 1.